# Eschenberg (Kirchdorf im Wald)
Der Eschenberg bei Kirchdorf im Wald im bayerischen Landkreis Regen ist ein 1042 m ü. NHN hoher Berg im Bayerischen Wald.

## Geographische Lage
Der Eschenberg liegt im Naturraum Hinterer Bayerischer Wald (Nr. 403) im Naturpark Bayerischer Wald. Sein Gipfel bildet den höchsten Punkt eines eher wenig besuchten Höhenzuges zwischen den Ortschaften Kirchdorf im Wald, Rinchnach und Frauenau (alle im Landkreis Regen) sowie Klingenbrunn (benachbarter Landkreis Freyung-Grafenau). Auf der Südflanke befindet sich die Felsformation Habichtstein (863 m).

## Beschreibung
Rund um den Eschenberg führt ein markierter Wanderweg. Auf dem Gipfel des überwiegend bewaldeten Bergs gibt es kaum Aussichtsmöglichkeiten. Dort befand sich jahrelang der Beobachtungsposten Fox 2 des Tieffliegermelde- und Leitdienstes der Bundeswehr mit weithin sichtbarem Sendemast. Nach dessen Aufgabe plante die Gemeinde Kirchdorf, das 11.500 Quadratmeter große Areal zu renaturieren; es wurde 2003 privat aufgekauft. Schließlich unterstützte der Gemeinderat den Plan, auf dem Berg eine Sternwarte zu errichten.
Andere Gipfel wie der Wagensonnriegel, der Gsengetstein oder der Hessenstein liegen in der Umgebung.